# Darevskia armeniaca
Darevskia armeniaca là một loài thằn lằn trong họ Lacertidae. Loài này được Méhely mô tả khoa học đầu tiên năm 1909.

## Hình ảnh

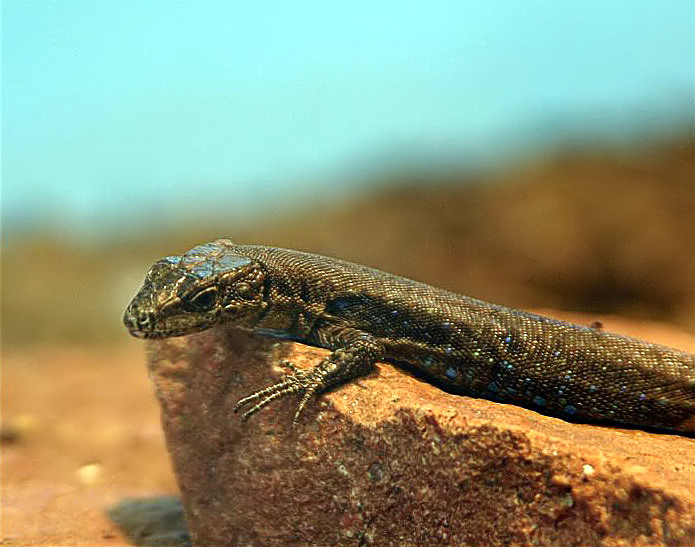
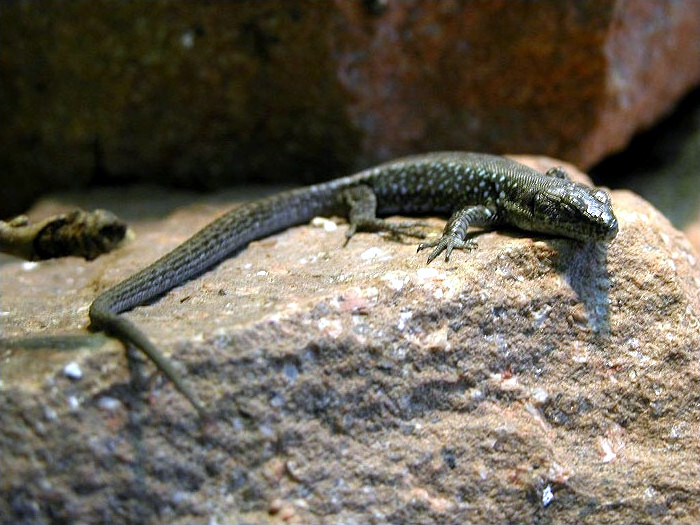